# Sarruma
Sarruma o Sharruma è un dio urrita (più tardi adottato nel pantheon ittita) il cui nome significa "re delle montagne". È il figlio del dio della tempesta Teshub e della dea Hebat. Viene spesso raffigurato mentre cavalca una tigre e brandisce un'ascia bipenne; secondo altre versioni il suo animale sacro è la pantera. 
Nel bassorilievo rinvenuto a Malatya e conservato al museo delle civiltà anatoliche ad Ankara (vedi sotto), datato tra il 1050 e l'850 a.C., è raffigurato alle spalle del padre.

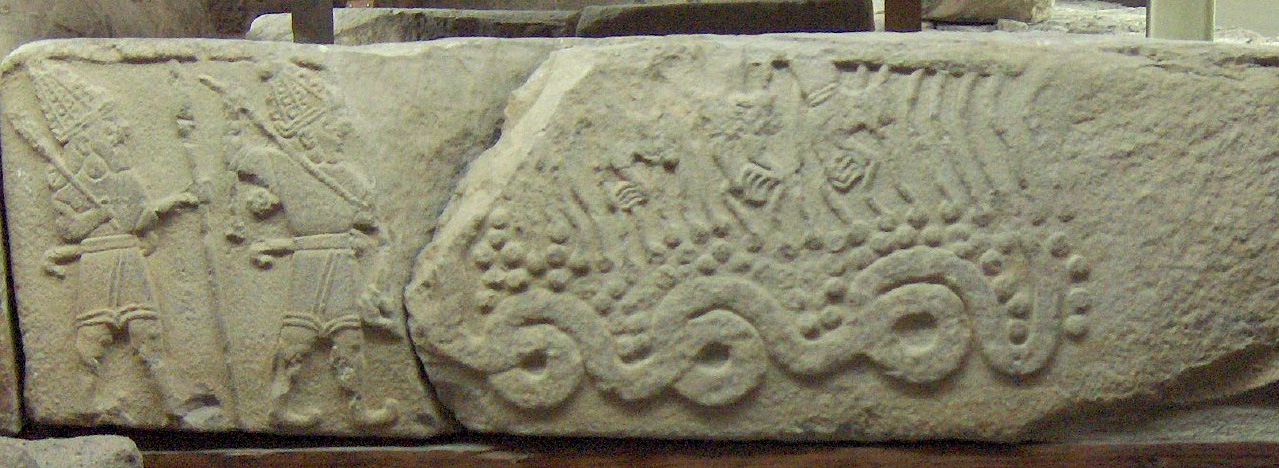
Il dio Teshub uccide il dragone Illuyankas. Dietro di lui suo figlio Sarruma